# Rusty Cundieff
Rusty Cundieff (Pittsburgh, 13 dicembre 1960) è un regista, produttore cinematografico, sceneggiatore e attore statunitense.

## Filmografia

### Regista

#### Cinema
- Fear of a Black Hat (1994)
- Tales from the Hood (1995)
- Sprung (1997)
- Comic Movie (Movie 43), registi vari (2013)
- Tales from the Hood 2 (2018)
- 57 Seconds (2023)
- Appuntamento a Natale (2024)

#### Televisione
- Come trovare un amico e mettersi nei guai - film TV (2000)
- Chappelle's Show - serie TV, 6 episodi (2003)
- Bitch House - film TV (2005)
- The Bernie Mac Show - serie TV, 1 episodio (2006)
- So noTORIous - serie TV, 1 episodio (2006)
- The Brandon T. Jackson Show - Film TV (2006)
- Human Giant - serie TV, 2 episodi (2007)